# Paradoxul gemenilor
În fizică, paradoxul gemenilor este un experiment imaginar din teoria relativității restrânse, în care o persoană care călătorește în spațiu cu o navă de mare viteză se întoarce acasă și își găsește fratele geamăn identic rămas pe Pământ mai bătrân decât el. Acest rezultat pare neașteptat, deoarece situația pare simetrică, întrucât fratele rămas pe Pământ poate fi considerat ca fiind și el în mișcare în raport cu celălalt. De aceea se numește "paradox". Contradicția aparentă este explicată în cadrul teoriei relativității.

## Istoric
În celebra sa lucrare despre relativitatea restrânsă din 1905, Albert Einstein a prezis că dacă două ceasuri sunt puse împreună și sincronizate, și apoi unul este îndepărtat și apoi adus înapoi, atunci ceasul care a călătorit va rămâne în urma celui care a stat pe loc. Einstein considera aceasta ca o consecință naturală a relativității restrânse, nu un paradox cum se sugera, iar în 1911, a reenunțat acest rezultat sub forma:
Dacă punem o ființă vie într-o cutie... poate aranja ca ființa, după un zbor de durată arbitrară să poată fi adusă în locul original într-o condiție puțin modificată, în vreme ce organismele corespunzătoare rămase în pozițiile lor originale vor fi dat naștere de mult timp la noi generații. Pentru ființa în mișcare, durata călătoriei a fost doar o clipă, dacă mișcarea a fost făcută cu viteză apropiată de cea a luminii.
În 1911, Paul Langevin a făcut acest concept mai ușor de înțeles cu al său exemplu cu gemenii, din care unul e astronaut iar celălalt trăiește doar pe Pământ. Astronautul pleacă într-o călătorie spațială cu o navă care merge cu viteză apropiată de cea a luminii, pe când celălalt rămâne pe Pământ. Când fratele călător se întoarce acasă, el descoperă că este mai tânăr decât fratele lui, cu alte cuvinte, dacă frații ar fi avut fiecare un ceas, cel al astronautului ar fi rămas în urma celui rămas asupra fratelui de pe Pământ, ceea ce înseamnă că pentru astronaut a trecut mai puțin timp decât pentru celălalt. Langevin a explicat vitezele diferite de îmbătrânire astfel: “Doar călătorul a suferit o accelerație care i-a schimbat direcția vitezei”. Conform lui Langevin, accelerația este aici "absolută", în sensul că ea este cauza asimetriei.
Semnificația “Paradoxului Gemenilor” se bazează pe acest detaliu crucial al asimetriei dintre frați. Trebuie spus că nici Einstein nici Langevin nu au considerat aceste rezultate ca fiind literalmente paradoxale: Einstein l-a considerat doar "ciudat" iar Langevin l-a prezentat ca dovadă a mișcării absolute. Un paradox în utilizarea logică și științifică se referă la rezultate inerent contradictorii, adică logic imposibile, și ambii au susținut că diferența de timp ilustrată de această poveste a gemenilor este un fenomen natural și explicabil.

## Exemplu
Considerăm o navă spațială care se deplasează de pe Pământ până la cel mai apropiat sistem solar: o distanță {\displaystyle d=4,45} ani lumină distanță, cu viteza {\displaystyle v=0.866c} (86,6% din viteza luminii, relativ la Pământ). Controlul misiunii, aflat pe Pământ, calculează astfel durata călătoriei (presupunând că imediat după plecare nava atinge viteza maximă): drumul dus-întors durează {\displaystyle t={\frac {2d}{v}}=10,28} ani după timpul de pe Pământ (toți cei de pe Pământ vor fi cu 10,28 ani mai în vârstă când se întoarce nava). Trecerea timpului pe navă și îmbătrânirea călătorilor de-a lungul acestui drum va fi încetinită cu un factor de {\displaystyle \epsilon ={\sqrt {1-{\frac {v^{2}}{c^{2}}}}}}, inversul factorului Lorentz. În acest caz {\displaystyle \epsilon =0.5\,} iar călătorii vor fi îmbătrânit doar cu 0,5×10,28 = 5,14 ani la întoarcere.
Membrii echipajului calculează și ei particularitățile călătoriei lor din punctul lor de vedere. Ei știu că sistemul solar îndepărtat și Pământul se mișcă relativ la nava aflată la viteza {\displaystyle v} pe parcursul drumului. În sistemul lor în repaus, Pământul și sistemul solar sunt {\displaystyle \epsilon d=0,5d=2,23} ani lumină (Contracția Lorentz), atât pe călătoria dus cât și pe cea de întors. Fiecare jumătate de drum durează {\displaystyle {\frac {2,23}{v}}=2.57ani}, iar drumul dus întors durează 2×2,57 = 5,14 ani. Calculele lor arată ca ei vor sosi acasă după 5,14 ani. Ultimul calcul al călătorilor este complet de acord cu calculele celor de pe Pământ, deși călătoria este resimțită destul de diferit.
Dacă o pereche de gemeni se naște pe Pământ la ora și data plecării navei, iar unul pleacă în călătorie și celălalt rămâne pe Pământ, ei se vor întâlni după terminarea călătoriei, și fratele care a plecat are 5,14 ani iar cel rămas acasă are 10,28 de ani. Calculul ilustrează folosirea fenomenului de contracție a lungimii și a celui de dilatare temporală pentru a descrie și calcule și predicții ale relativității restrânse.

## Rezolvarea paradoxului în relativitatea restrânsă
Abordarea standard tratează paradoxul gemenilor ca o aplicație directă a teoriei relativității restrânse. Aici, Pământul și nava nu sunt într-o relație simetrică: nava face o "întoarcere" în care simte forțe inerțiale, pe când Pământul nu face nicio întoarcere. Deoarece nu există nicio simetrie, nu este paradoxal faptul că un frate geamăn ajunge să fie mai tânăr ca celălalt. Cu toate acestea, tot este util să se arate că relativitatea restrânsă este consistentă, și cum se fac calculele din punctul de vedere al fratelui geamăn care călătorește.
Relativitatea restrânsă nu susține că toți observatorii sunt echivalenți, ci doar aceia din sistemele de referință inerțiale. Dar nava spațială accelerează la întoarcere. În contrast, fratele geamăn care rămâne acasă rămâne în sistemul inerțial pe toată durata zborului fratelui său. Asupra lui nu se aplică forțe de accelerare sau frânare.
Într-adevăr, nu sunt doar două, ci trei sisteme de referință inerțiale relevante: cel în care fratele rămas acasă este în repaus, cel în care fratele din navă este în repaus pe drumul de dus, și cel în care el este în repaus pe drumul de întoarcere acasă. În timpul accelerației la întoarcere, fratele care călătorește își schimbă sistemul de referință. În acel moment trebuie să-și ajusteze vârsta calculată a fratelui rămas acasă.
În relativitatea restrânsă, nu există conceptul de prezent absolut. Prezentul este definit ca o mulțime de evenimente simultane din punctul de vedere al unui observator dat. Noțiunea de simultaneitate depinde de sistemul de referință, și astfel trecerea de la un sistem la altul necesită o ajustare a definiției prezentului. Dacă ne închipuim prezentul ca pe un plan de simultaneitate (tridimensional) într-un spațiu Minkowski, atunci trecerea de la un sistem la altul conduce la înclinarea planului.

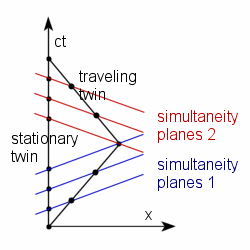
Diagramă Minkowski pentru paradoxul gemenilor

În diagrama spațiu-timp din dreapta, linia de univers a primului frate geamăn coincide cu axa verticală (poziția sa este presupusă constantă în spațiu, el deplasându-se doar în timp). La dus, al doilea frate se deplasează spre dreapta (linia neagră înclinată); la întors, se deplasează înapoi spre stânga. Liniile albastre arată planele de simultaneitate pentru fratele care călătorește, în timpul călătoriei dus; liniile roșii, arată planele de simultaneitate pentru întoarcere. Chiar înainte de a se întoarce, fratele din navă calculează vârsta fratelui rămas acasă măsurând intervalul de-a lungul axei verticale de la origine până la intersecția cu cea mai de sus dreaptă albastră. Imediat după întoarcere, dacă recalculează, el va măsura intervalul de la origine la dreapta roșie cea mai de jos. Într-un fel, în timpul întoarcerii, planul de simultaneitate trece de la albastru la roșu, trecând foarte repede peste un segment larg al liniei de univers a fratelui rămas acasă. Fratele rămas acasă a îmbătrânit brusc, după calculele fratelui din navă.
Paradoxul gemenilor ilustrează o trăsătură a modelului spațiu-timp relativist restrâns, spațiul Minkowski. Liniile de univers ale corpurilor în mișcare inerțială sunt geodezicele din spațiul-timp minkowskian. În geometria Minkowski liniile de univers ale corpurilor în mișcare inerțială maximizează timpul propriu scurs între două evenimente.

## Asemănarea cu deplasarea Doppler relativistă
Vom vedea acum cum l-ar observa fiecare dintre frați pe celălalt în timpul călătoriei. Cu alte cuvinte, vom analiza cazul în care fiecare dintre frați are un ceas care îi indică vârsta și ce va arăta fiecare dintre cele două ceasuri. Soluția acestei probleme de observare se află în efectul Doppler relativist. Frecvența bătăilor unui ceas pe care cineva îl observă de la o sursă cu frecvența de repaus {\displaystyle f_{\mathrm {repaus} }} este
{\displaystyle f_{\mathrm {obs} }=f_{\mathrm {repaus} }{\sqrt {\left({1-v/c}\right)/\left({1+v/c}\right)}}}
când sursa se depărtează (reducere a frecvenței; "deplasare spre roșu"). Când sursa se apropie, frecvența este mai mare ("deplasată spre albastru") și dată de
{\displaystyle f_{\mathrm {obs} }=f_{\mathrm {repaus} }{\sqrt {\left({1+v/c}\right)/\left({1-v/c}\right)}}}
Astfel se combină efectele dilatării temporale (reducerea frecvenței sursei datorită mișcării ei, cu factorul ε) și deplasarea Doppler a frecvenței recepționate cu un factor de (1 {\displaystyle \pm } v/c)−1, care se aplică chiar și pentru ceasuri independente de viteză (surse de lumină). Pentru cazul din exemplul de mai sus unde {\displaystyle v/c=0.866}, frecvențele minimă și maximă recepționate sunt de 3,732 și de 0,268 de ori frecvența de repaus. Adică, ambii frați văd imaginea fratelui lor mișcându-se cu o viteză de doar 0,268 de ori viteza lor, sau invers, fiecare și-ar măsura propria viteză de îmbătrânire ca fiind de 3,732 ori mai mare ca cea a fratelui său. Cu alte cuvinte, fiecare frate vede că pentru fiecare oră care trece pentru el, pentru fratele său trec doar puțin mai mult de 16 minute. De observat că 3,732 = 1/0,268, adică sunt numere inverse.

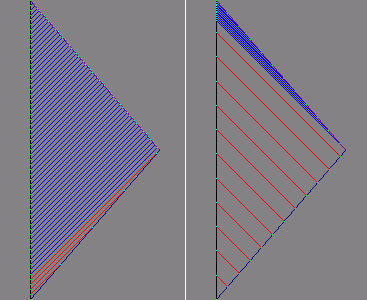
Căile luminii pentru imagini schimbate în timpul călătoriei
Stânga: De la Pământ la navă. Dreapta: De la navă la Pământ.
Liniile roșii indică imaginile de frecvență joasă primite
Liniile albastre indică imaginile de frecvență înaltă primite

Diagramele spațiu-timp {\displaystyle x-t} din stânga arată calea semnalelor luminoase trimise între Pământ și navă (diagrama 1) și între navă și Pământ (diagrama 2). Aceste semnale poartă imaginile fiecărui frate, cu ceasul corespunzător, către celălalt frate. Linia verticală neagră este calea Pământului prin spațiu-timp iar celelalte muchii ale triunghiului arată calea navei prin spațiu-timp (ca și în diagrama Minkowski de mai sus). Prima diagramă arată semnalele care transportă imaginea de la Pământ la navă, iar cea de-a doua arată semnalele trimise de la navă spre Pământ. Din punctul de vedere al transmițătorului, el transmite acestea la intervale egale (o dată pe oră) conform propriului său ceas; dar conform fratelui care recepționează aceste semnale, ele nu sunt primite la intervale de timp egale, conform ceasului acestuia.
După ce nava a atins viteza sa de croazieră de 0,866 c, fiecare frate vede trecând 1 secundă în imaginea recepționată de la celălalt frate la fiecare 3,73 secunde din timpul său. Adică fiecare vede imaginea ceasului celuilalt mergând mai încet, nu doar cu factorul ε ci și mai încet, datorită efectului Doppler observațional. Aceasta este arătată în figuri prin liniile roșii. La un anumit moment, imaginile recepționate de fiecare frate se schimbă astfel încât acesta vede 3,73 secunde trecănd în imagine pentru fiecare secundă din timpul său. Adică, semnalele primite au crescut în frecvență datorită deplasării Doppler. Aceste imagini de înaltă frecvență sunt reprezentate în figură de liniile albastre.

### Asimetria în imaginile deplasate Doppler
Asimetria dintre Pământ și nava spațială se manifestă în această diagramă prin faptul că imaginile mai deplasate spre albastru (mai rapide) sunt primite de navă și cele mai deplasate spre roșu sunt primite de Pământ (mai lente) sunt recepționate de Pământ. Cu alte cuvinte, nava spațială vede imaginea schimbându-se de la o imagine deplasată spre roșu într-una deplasată spre albastru la punctul de întoarcere, la 2,57 de ani după plecare; Pământul vede imaginea navei schimbându-se de la una deplasată spre roșu într-una deplasată spre albastru după 9,59 ani (aproape de finalul perioadei când nava este absentă). Mai există însă o altă asimetrie a imaginilor: fratele de pe Pământ îl vede pe cel de pe navă îmbătrânind în același ritm în imaginile deplasate spre roșu și în cele deplasate spre albastru; fratele din navă îl vede pe cel de pe Pământ îmbătrânind în ritmuri diferite în imaginile deplasate spre roșu și în cele deplasate spre albastru.

## Calculul duratelor de timp pe baza diagramelor Doppler
Fratele de pe navă vede imaginile de frecvență joasă (deplasate spre roșu) timp de 2,57 ani. De-a lungul acestei perioade, el vede fratele de pe Pământ în imagini cum a îmbătrânit cu 2,57/3,73 = 0,69 ani. Apoi el vede imagini de frecvență înaltă (deplasate spre albastru) de-a lungul celorlalți 2,57 de ani ai drumului său. În acest timp, el își vede fratele de pe Pământ în imagini îmbătrânind cu 2,57×3,73 = 9,59 ani. La sfârșitul călătoriei, imaginea fratelui de pe Pământ a îmbătrânit cu 0,69 + 9,59 = 10,28 ani (deci fratele de pe Pământ este cu 10,28 de ani mai în vârstă).
Fratele de pe Pământ vede timp de 9,59 ani imagini deplasate spre roșu ale fratelui din navă, timp în care fratele de pe navă aparent îmbătrânește cu 9,58/3,73 = 2,57 ani. Apoi vede imagini rapide (deplasate spre albastru) timp de 0,69 ani până când nava sosește înapoi. În imaginile rapide, fratele de pe navă înbătrânește cu 0,69×3,73 = 2,57 ani. Fratele de pe navă a îmbătrânit în total în imaginile care ajung pe Pământ cu 2,57+2,57 = 5,14 ani, deci fratele de pe navă se întoarce mai tânăr (pentru el au trecut 5,14 ani spre deosebire de 10,28 ani pe Pământ).

### Distincția între ce văd frații și ce calculează
Pentru a evita confuzia, trebuie notată distincția dintre ce vede fiecare frate și ce ar calcula fiecare. Fiecare vede o imagine a fratelui său despre care știe că a plecat la un moment de timp din trecut și despre care știe că este deplasată Doppler. Niciunul din ei nu consideră că vârsta fratelui său este cea aparentă din imagine. În plus, el nu confundă viteza cu care fratele din imagine îmbătrânește cu viteza cu care fratele din realitate îmbătrânea la momentul transmiterii imaginii. 
- Dacă vrea să calculeze momentul când fratele său avea vârsta pe care o arată în imagine (adică cât de bătrân era el însuși atunci), trebuie să determine cât de departe era de fratele său, la momentul emiterii semnalului — cu alte cuvinte, trebuie să considere simultaneitatea cu un eveniment îndepărtat.
- Dacă dorește să calculeze cât de repede îmbătrânea fratele său când a fost transmisă imaginea, face ajustări după deplasarea Doppler. De exemplu, când primește imagini de înaltă frecvență (care îl arată pe frate său îmbătrânind rapid), cu frecvența {\displaystyle f_{\mathrm {repaus} }{\sqrt {\left({1+v/c}\right)/\left({1-v/c}\right)}}}, nu trage concluzia că fratele său îmbătrânea atât de rapid la momentul generării imaginii, cum nu ar trage nici concluzia asupra frecvenței sirenei unei ambulanțe în mișcare. El știe că efectul Doppler a mărit frecvența imaginii cu un factor de {\displaystyle 1/\left(1-v/c\right)}. Deci el calculează că fratele său îmbătrânea cu o viteză de

{\displaystyle f_{\mathrm {repaus} }{\sqrt {\left({1+v/c}\right)/\left({1-v/c}\right)}}\times \left(1-v/c\right)=f_{\mathrm {repaus} }{\sqrt {1-v^{2}/c^{2}}}\equiv \epsilon f_{\mathrm {repaus} }}
când a fost emisă imaginea. Un calcul similar arată că fratele său îmbătrânea cu aceeași viteză redusă de {\displaystyle \epsilon f_{\mathrm {repaus} }\,} 
în toate imaginile de joasă frecvență.

### Simultaneitatea în calculul deplasării Doppler
Poate fi dificil de văzut locul unde intervine simultaneitatea în calculul deplasării Doppler, și într-adevăr calculele sunt adesea preferate deoarece în ele nu trebuie avut grijă de simultaneitate. După cum se vede mai sus, fratele de pe navă poate converti viteza recepționată și deplasată Doppler într-o viteză mai scăzută a ceasului celuilalt și pentru imaginile deplasate spre roșu și pentru cele deplasate spre albastru. Dacă ignoreă simultaneitatea ar putea spune că fratele său îmbătrânește cu viteză scăzută de-a lungul întregii călătorii și deci că el ar trebui să fie mai tânăr. A ajuns exact de unde a plecat cu raționamentul, și trebuie să țină cont de schimbarea în noțiunea de simultaneitate la momentul întoarcerii. Viteza pe care o poate calcula pentru imagine (cu efectul Doppler corectat) este viteza ceasului fratelui de pe Pământ la momentul transmiterii imaginii, nu la momentul recepționării acesteia. De vreme ce recepționează un număr inegal de imagini deplasate spre roșu și de imagini deplasate spre albastru, ar trebui să își dea seama că emisiile deplasate spre roșu și cele deplasate spre albastru nu au fost emise de-a lungul unor perioade de timp egale pentru fratele geamăn de pe Pământ, și deci trebuie să țină cont de simultaneitatea la distanță.

## Rezolvarea paradoxului în relativitatea generalizată
Problema soluției din relativitatea generalizată este cum percepe fratele călător situația din timpul accelerării pentru întoarcere. Această problemă este bine descrisă în cadrul soluției paradoxului gemenilor din 1918 oferită de Einstein. În această soluție s-a observat că din punctul de vedere al călătorului, calculul fiecărui drum separat este echivalent cu cel din relativitatea restrânsă, în care ceasul de pe Pământ merge mai încet decât călătorul. De exemplu, dacă ceasurile de pe Pământ pierd 1 zi la fiecare drum, cantitatea cu care vor rămâne în urmă ceasurile de pe Pământ doar datorită vitezei va fi de 2 zile. Acum sistemul accelerat este privit ca fiind staționar, iar descrierea fizică a ceea ce se întâmplă la punctul de întoarcere trebuie să producă un efect contrar egal cu dublul acelei cantități, și anume avansul cu 4 zile al ceasurilor de pe Pământ. Atunci ceasul călătorului va ajunge să fie în urmă cu 2 zile față de ceasurile de pe Pământ, după cum stipulează relativitatea restrânsă.
Mecanismul care determină ceasul fratelui rămas acasă să o ia înainte este dilatarea temporală gravitațională. Când un observator găsește că obiectele în mișcare inerțială sunt accelerate în raport cu ele însele, acele obiecte sunt într-un câmp gravitațional din punctul de vedere al relativității. Pentru fratele călător, la punctul de întoarcere, acest câmp gravitațional umple universul. (Trebuie accentuată ideea că, conform explicației lui Einstein, acest câmp gravitațional este la fel de "real" ca orice alt câmp, dar în interpretarea modernă el este doar perceput deoarece este cauzat de accelerarea navei). Într-un câmp gravitațional, ceasurile bat într-un ritm de {\displaystyle t'=t(1+\Phi /c^{2})} unde {\displaystyle \Phi } este potențialul gravitațional. În acest caz, {\displaystyle \Phi =gh} unde g este accelerația observatorului în deplasare în timpul întoarcerii, iar h este distanța până la fratele rămas acasă. h este o valoare pozitivă în acest caz, fiindcă nava este accelerată către fratele rămas acasă, plasându-l astfel pe acesta la un potențial gravitațional mai mare. Datorită distanței mari dintre frați, ceasul celui de pe Pământ va părea accelerat sufiecient de mult încât să explice diferența dintre timpii proprii observați de cei doi frați. Nu este o întâmplare că această accelerare este suficientă pentru a explica deplasarea de simultaneitate descrisă mai sus.
Deși aceasta este considerată o soluție ce ține de "relativitatea generalizată", de fapt ea este elaborată pe baza unor date ce rezultă din teoria relativității restrânse pentru observatori accelerați pe care Einstein a descris-o încă din 1907 (anume principiul de echivalență și dilatarea temporală gravitațională). Se poate arăta că soluția din relativitatea generalizată pentru un câmp gravitațional static omogen și soluția din relativitatea restrânsă pentru accelerație finită produc rezultate identice.

## Calculul rachetei accelerate
Fie ceasul K asociat cu "fratele rămas pe Pământ". 
Fie ceasul K' asociat cu nava.
La evenimentul de plecare, ambele ceasuri sunt la 0.
Faza 1: Nava (cu ceasul K') pleacă cu accelerația proprie constantă a pentru un timp A măsurat de ceasul K până atinge o viteză v.
Faza 2: Nava merge cu viteza constantă v un timp T conform ceasului K.
Faza 3: Nava își declanșează motoarele în direcția opusă lui K pentru un timp A conform ceasului K până când ajunge în repaus în raport cu K. Accelerația proprie constantă are valoarea −a, cu alte cuvinte, nava frânează.
Faza 4: Nava își păstrează motoarele active în direcția opusă lui K, pe aceeași perioadă de timp A conform ceasului K, până K' ajunge la aceeași viteză v în raport cu K, dar acum în direcția lui K (cu viteza −v).
Faza 5: Nava merge constant către K cu viteza v pe aceeași perioadă T conform ceasului K.
Faza 6: Nava își îndreaptă motoarele din nou către K, pentru a frâna cu o accelerație proprie constantă a pe o durată de timp A, tot conform ceasului K, până cele două ceasuri sunt aduse împreună.
Știind că ceasul K rămâne inerțial (în repaus), timpul propriu total acumulat {\displaystyle \Delta t'} al ceasului K' va fi dat de integrala
{\displaystyle \Delta t'=\int {\sqrt {1-(v(t)/c)^{2}}}dt\ }
unde v(t) este viteza ceasului K' ca funcție de t conform cu ceasul K.
Această integrală se poate calcula pe cele 6 faze:
Faza 1 {\displaystyle :\quad c/a\ {\text{arcsinh}}(aA/c)\,}
Faza 2 {\displaystyle :\quad T\ {\sqrt {1-v^{2}/c^{2}}}}
Faza 3 {\displaystyle :\quad c/a\ {\text{arcsinh}}(aA/c)\,}
Faza 4 {\displaystyle :\quad c/a\ {\text{arcsinh}}(aA/c)\,}
Faza 5 {\displaystyle :\quad T\ {\sqrt {1-v^{2}/c^{2}}}}
Faza 6 {\displaystyle :\quad c/a\ {\text{arcsinh}}(aA/c)\,}
unde a este accelerația proprie, simțită de ceasul K' în timpul fazei de accelerare și unde sunt valabile următoarele afirmații despre v, a  și A:
{\displaystyle v=aA/{\sqrt {1+(aA/c)^{2}}}}
{\displaystyle aA=v/{\sqrt {1-v^{2}/c^{2}}}}
Deci ceasul de pe navă K' va prezenta o durat a timpului scurs de
{\displaystyle \Delta t'=2T{\sqrt {1-v^{2}/c^{2}}}+4c/a\ {\text{arcsinh}}(aA/c)}
ce poate fi reprezentată
{\displaystyle \Delta t'=2T/{\sqrt {1+(aA/c)^{2}}}+4c/a\ {\text{arcsinh}}(aA/c)}
pe când ceasul staționar K arată un timp trecut de
{\displaystyle \Delta t=2T+4A\,}
adică pentru orice valoare posibilă pentru a, A, T și v, mai mari decât citirea de pe ceasul K':
{\displaystyle \Delta t>\Delta t'\,}